# Samsung Galaxy Ace 2
Galaxy Ace 2 – smartfon firmy Samsung, zaprezentowany w 2012 roku. Jest następcą modelu S5830 Galaxy Ace.
Telefon ma zbliżoną specyfikację do modelu i9070 Galaxy S Advance.
Występują dwie odmiany tego telefonu:
- GT-I8160 – Samsung Galaxy Ace2
- GT-I8160P – Samsung Galaxy Ace2 NFC

## System on chip
- SoC – ST-Ericsson NovaThor U8500
- procesor – ARM Cortex-A9, 32-bitowy
- architektura procesora – ARMv7-A
- procesor graficzny – ARM Mali-400 MP1
- pamięć RAM – typ LPDDR2, 768 MB[1]

## Super PLS
Galaxy Ace 2 wykorzystuje nowy typ ekranu – stworzoną przez Samsunga odmianę LCD IPS – Super PLS (ang. Plane to Line Switching), która zapewnia większe kąty widzenia oraz lepszą jakość od zwykłych ekranów IPS. Wyświetlacze Super PLS cechuje także większa o 10% jasność, niż w przypadku innych ekranów LCD. Matryce Super PLS mają być także tańsze w produkcji o 15% względem IPS.
(źródło)

## Modele Galaxy Ace
Galaxy Ace 2 jest trzecim smartfonem z serii Galaxy Ace, obok swojego poprzednika – modelu S5830 Galaxy Ace oraz ulepszonej wersji oryginału – wersji S7500 Galaxy Ace Plus.
|                    | S5830 Galaxy Ace       | S7500 Galaxy Ace Plus  | I8160 Galaxy Ace 2         |
| ------------------ | ---------------------- | ---------------------- | -------------------------- |
| Ekran              | 3,5" 320×480, LCD TFT  | 3,65" 320×480, LCD TFT | 3,8" 480×800, LCD SuperPLS |
| Procesor           | 800 MHz                | 1 GHz                  | 2 × 800 MHz                |
| Procesor graficzny | Adreno 200             | Adreno 200             | Mali-400MP                 |
| Pamięć RAM         | 384 MB                 | 512 MB                 | 768 MB                     |
| Pamięć wbudowana   | 158 MB                 | 3072 MB                | 4096 MB                    |
| Bateria            | 1300 mAh               | 1300 mAh               | 1500 mAh                   |
| Aparat             | 5 megapikseli          | 5 megapikseli          | 5 megapikseli              |
| Wymiary            | 112,4 × 59,9 × 11,5 mm | 114,7 × 62,5 × 11,2 mm | 118,3 × 62,2 × 10,5 mm     |
| Masa               | 113 g                  | 115 g                  | 122 g                      |